# Pennisetum yemense
Pennisetum yemense là một loài thực vật có hoa trong họ Hòa thảo. Loài này được Deflers mô tả khoa học đầu tiên năm 1889.